# Ց
Das C̕o (Ց und ց) ist der 33. Buchstabe des armenischen Alphabets. Der Buchstabe stellt den Laut [t͡sʰ] (westarmenisch: [d͡z]) dar und wird im Deutschen mit dem Buchstaben Z (westarmenisch: Digraph Ds) transkribiert.
Es ist dem Zahlenwert 6000 zugeordnet. 

## Zeichenkodierung
Das C̕o ist in Unicode an den Codepunkten U+0551 (Großbuchstabe) bzw. U+0581 (Kleinbuchstabe) zu finden.